# 黄毛悬钩子
黄毛悬钩子（学名：Rubus fusco-rubens）为蔷薇科悬钩子属的植物，为中国的特有植物。分布于中国大陆的湖北等地，生长于海拔400米至1,200米的地区，一般生长在山地，目前尚未由人工引种栽培。